# 中里英樹
中里 英樹（なかざと ひでき、1967年 - ）は、日本の社会学者。専門は、家族社会学、ジェンダー、歴史人口学、家族史、労働。甲南大学文学部教授。NVivo認定トレーナー（Platinum Trainer）。

## 人物・経歴
埼玉県所沢市出身。巣鴨中学校・高等学校を経て、京都大学文学部卒業、京都大学大学院文学研究科博士後期課程研究指導認定退学。松阪大学政策学部助教授、甲南大学文学部助教授（准教授）を経て、2008年から甲南大学文学部社会学科教授。

### 受賞
- 2004年　第2回日本人口学会普及奨励賞

### 委員
- 2004年7月 - 2022年5月　日本人口学会　広報委員
- 2018年6月 - 現在　尼崎市　男女共同参画審議会委員
- 2018年7月 - 現在　丹波市　男女共同参画審議会会長
- 2019年7月 - 現在　芦屋市　女性活躍推進会議会長
- 2019年9月 - 2022年9月　日本家族社会学会　理事・事務局長
- 2020年3月 - 現在　社会学研究会　ソシオロジ編集委員
- 2021年10月 - 2023年10月　日本社会学会　国際発信強化委員
- 2022年6月 - 現在　関西社会学会　理事
- 2022年9月 - 現在　日本家族社会学会 『家族社会学研究』専門委員
- 2022年10月 - 現在　尼崎市　男女共同参画審議会会長

## 著作

### 単著
- 『男性育休の社会学』（さいはて社、2023年）

### 共著
- 『育てることの困難』（高石恭子 編、人文書院、2007年）
- 『論点ハンドブック　家族社会学』（野々山久也 編、世界思想社、2009年）
- 『〈わたし〉からはじまる社会学 ― 家族とジェンダーから歴史、そして世界へ』（平井晶子・中島満大・中里英樹・森本一彦・落合恵美子 編、有斐閣、2023年）

### 訳書
- バーバラ・ポーコック 著『親の仕事と子どものホンネ』（中里英樹・市井礼奈 訳、岩波書店、2010年）

## 論文
- CiNii 中里英樹
- researchmap 中里英樹